# Chlorophytum humbertianum
Chlorophytum humbertianum är en sparrisväxtart som beskrevs av Joseph Marie Henry Alfred Perrier de la Bâthie. Chlorophytum humbertianum ingår i släktet ampelliljor, och familjen sparrisväxter. Inga underarter finns listade i Catalogue of Life.